# Lázár Mihály
Dálnoki Lázár Mihály (Dálnok, 1820 – Illyefalva, 1904) országgyűlési képviselő.

## Életútja
Lázár Dávid alkirálybíró fia, ősi székely család sarja. Tanulmányait a székelyudvarhelyi és nagyenyedi református kollégiumokban végezte, majd a marosvásárhelyi királyi ítélőtáblán és az udvari kancelláriánál gyakornoskodott. 1846-ban az erdélyi országgyűlésen berecki képviselő volt. A szabadságharc alatt Szabó Nándor seregében szolgált mint nemzetőr-kapitány. A szabadságharc után hét évi várfogságra itéltetett, melyből azonban a közbejött amnesztia folytán csak két évet kellett kiállania. Hazajőve az egyház terén működött; a Rikán belőli református egyház 1859-ben főgondnokának választotta. Az alkotmányos élet lendületével, 1867-ben kézdiszéki alkirálybíróvá és nemsokára ezután Háromszék és Miklósvárszék igazgató alkirálybírájává választatott. 1869-ben Felső-Fehérmegye hídvégi járását és ezen ciklus után a kézdivásárhelyi kerületet képviselte az országgyűlésen, míg 1872-ben Székelyudvarhely, Oláhfalu, Csíkszereda, Kézdivásárhely, Bereck, Sepsiszentgyörgy és Illyefalva székely városok főispánja lett. 1875-ben Háromszékmegye főispánja volt, mely állásától azonban a közbejött kormányválság folytán csakhamar megvált. 1878-tól a kézdivásárhelyi választókerület küldötte a képviselőházba, ahol a mérsékelt ellenzék tagja volt. Több ízben képviselte az országos honvédegyleti gyűléseken a háromszéki honvédegyletet és a központi választmánynak is tagja volt. Neje borbereki Gillyén Anna volt.
Országgyűlési beszédei a Naplókban (1878-81. VIII., IX., XI., 1881-84. V. XV. k.). 